# Diofebo II Meli Lupi

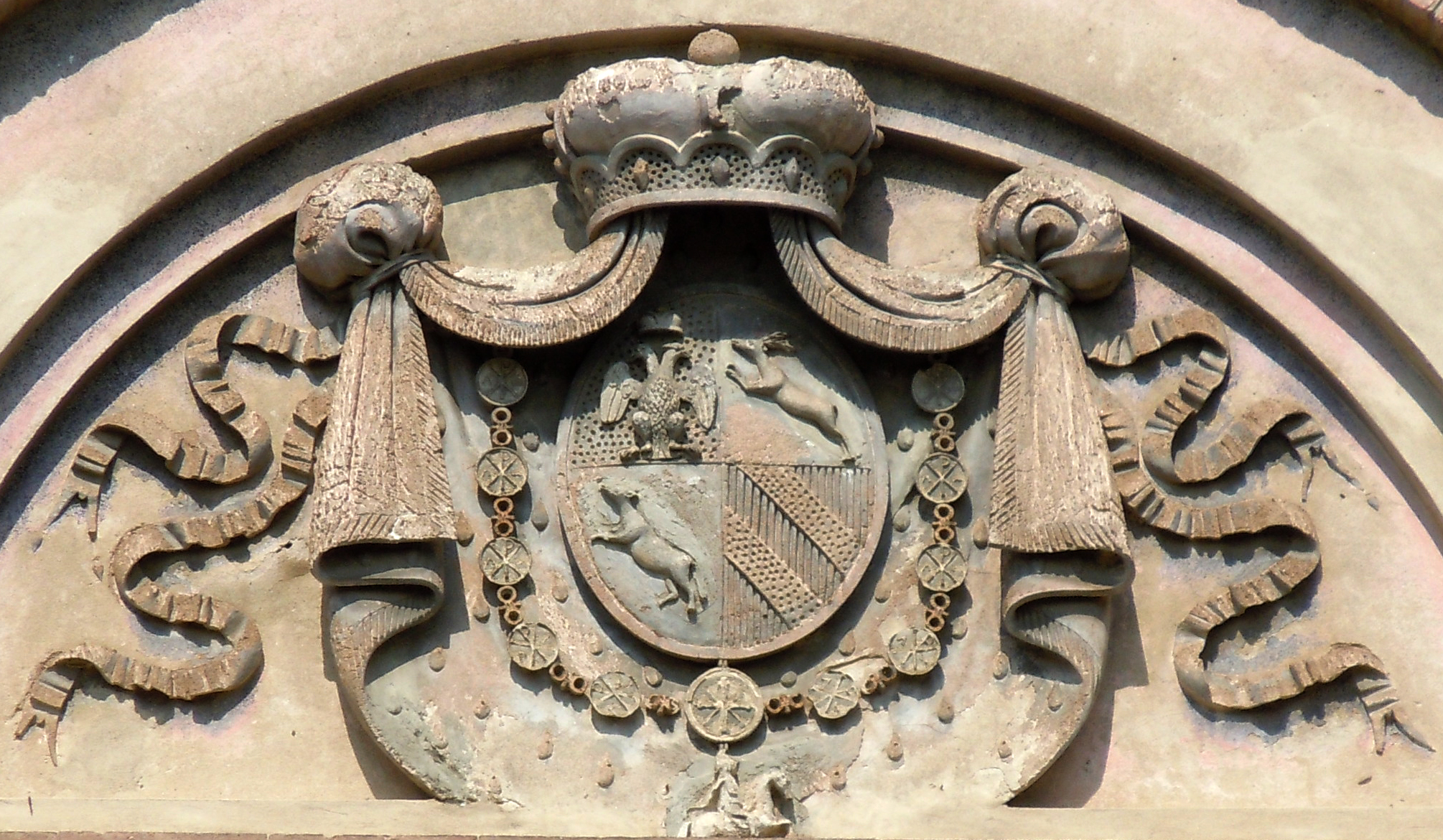
Rocca Meli Lupi di Soragna, stemma Meli Lupi

Diofebo II Meli Lupi (Soragna, 1532 – Farnese, 1591) è stato un condottiero italiano, 3º marchese di Soragna.

## Biografia

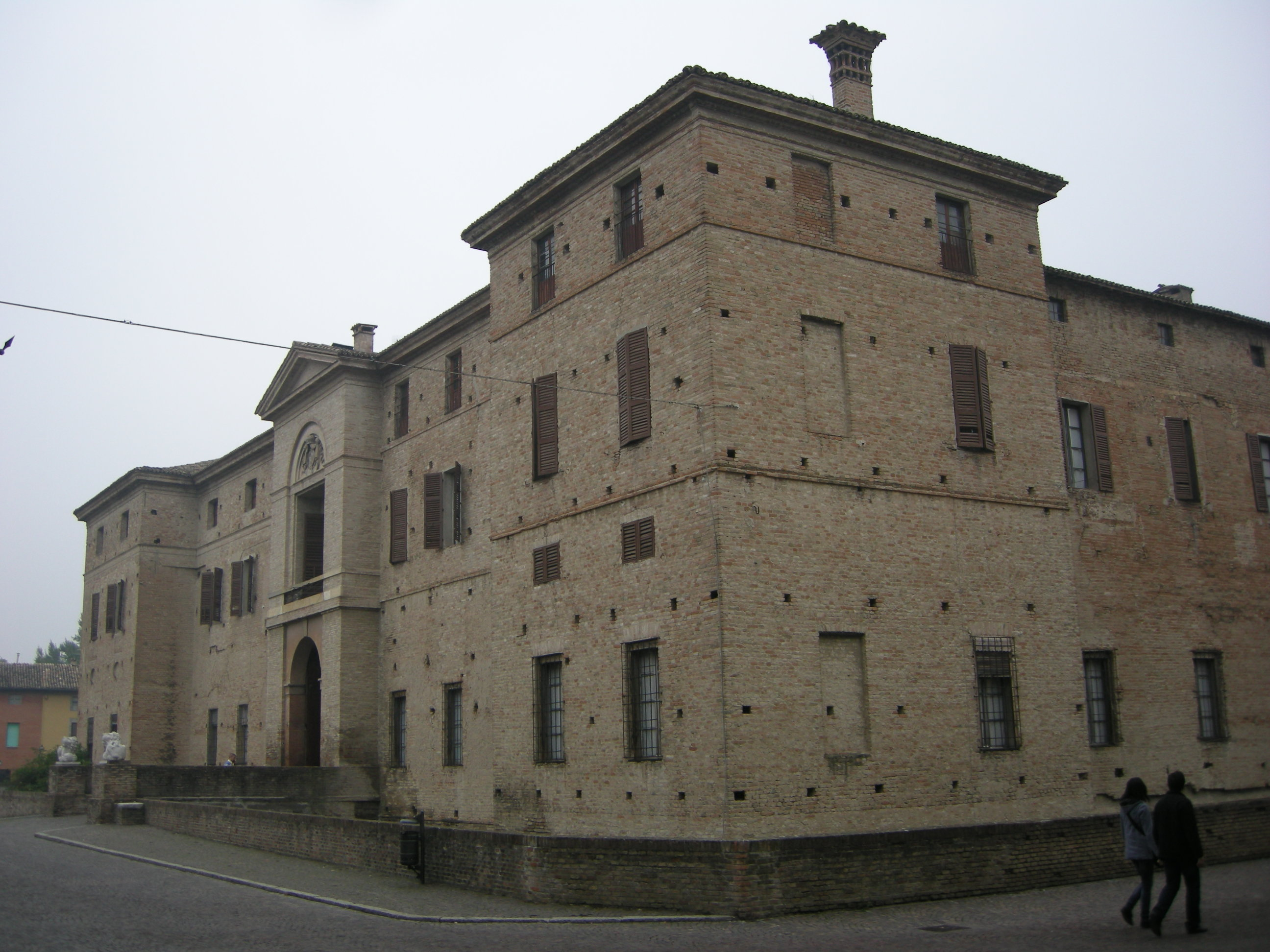
Rocca Meli Lupi di Soragna

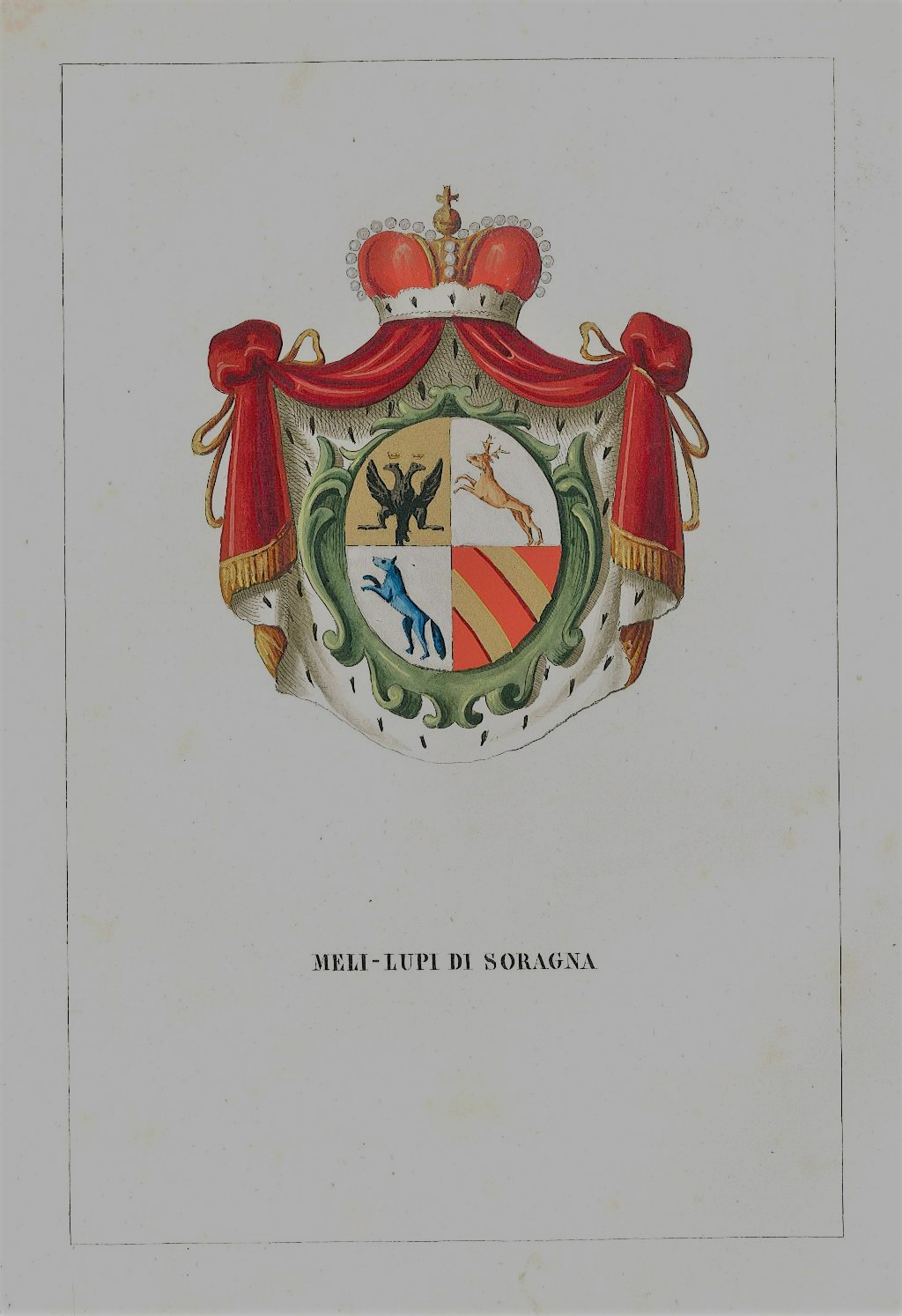
Arma dei Meli Lupi

Figlio di Giampaolo Meli Lupi (1506-1543) e di Isabella Trivulzio, intraprese la carriera delle armi. Combatté nel 1584 a fianco di Alessandro Farnese nelle Fiandre col grado di Capitano di cavalleria. Nel dicembre 1586 fu inviato dai Farnese come ambasciatore alla corte dell'imperatore Rodolfo II d'Asburgo.
Sposò nel 1548 a Cassano d'Adda Cassandra Marinoni, passata alla storia col nome di "Donna Cenerina". Costei il 18 giugno 1573, mentre si trovava a Cremona ospite della sorella Lucrezia, moglie separata del conte Giulio Anguissola di Piacenza, venne da questi barbaramente uccisa a pugnalate. Anche la sorella, forse per questioni ereditarie, seguì la stessa sorte. Cassandra fu subito portata a Soragna dove il giorno dopo morì. Diofebo fece ricorso contro il colpevole presso il re di Spagna Filippo II, ma il delitto restò impunito e l'Anguissola, rifugiatosi nel frattempo a Venezia, venne condannato alla pena di morte in contumacia.

## Discendenza
Diofebo e Cassandra ebbero due figli:
- Alessandro, uomo d'armi al servizio dei Farnese
- Giampaolo II, uomo d'armi al servizio dei Farnese